# Суитнер, Отмар
О́тмар Суи́тнер (также Зуйтнер, нем. Otmar Suitner; 16 мая 1922, Инсбрук — 8 января 2010, Берлин) — австрийский дирижёр.

## Биография
Начал учиться музыке в Инсбруке как пианист (у Фрица Вайдлиха), затем в 1940—1942 гг. учился в Моцартеуме у Франца Ледвинки (фортепиано) и Клеменса Крауса (дирижирование). В 1940-е гг. концертировал как пианист, хотя ещё в 1944 г. дирижировал в Инсбрукском театре оперой «Риголетто»; с 1952 г. выступал почти исключительно как дирижёр. В 1952—1957 гг. возглавлял Городской оркестр Ремшайда, в 1957—1960 гг. руководитель Филармонического оркестра земли Рейнланд-Пфальц (с которым сопровождал, в частности, выступления Марии Каллас). Затем на протяжении многих лет Зуйтнер работал в ГДР: в 1960—1964 гг. он возглавлял Дрезденскую государственную капеллу, а в 1964—1971 и снова в 1974—1991 гг. был руководителем восточноберлинской Оперы Унтер-ден-Линден. В 1963 г. удостоен Государственной премии ГДР. В 1994 г. Суитнер в последний раз дирижировал оркестром в Гётеборге.
Суитнер считается специалистом по творчеству Рихарда Вагнера и Рихарда Штрауса, однако в богатой коллекции его записей (преимущественно с оркестрами Дрездена и Берлина, но также с японскими и американскими коллективами) представлены также сочинения Моцарта, Бетховена, Антонина Дворжака (все симфонии), Шуберта, Шумана и многих других.
Жена Суитнера Марита жила с ним в Восточном Берлине, а в Западном Берлине Суитнер на протяжении долгих лет проводил выходные дни с театроведом Ренатой Хайцман, с которой познакомился в 1965 г. на Байройтском фестивале. Их сын Игорь Хайцман (нем. Igor Heitzmann; род. 1971) снял в 2006 г. полнометражный документальный фильм «После музыки» (нем. Nach der Musik), посвящённый своему отцу.